# Naw Ju Ni
Naw Ju Ni (* 7. Juli 1978) ist eine ehemalige myanmarische Gewichtheberin.
Sie gewann bei den Weltmeisterschaften 1997 in Chiang Mai in der Klasse bis 59 kg im Zweikampf die Bronzemedaille und im  Stoßen die Silbermedaille. Zehn Jahre später wurde sie bei den Weltmeisterschaften 2007, die wieder in Chiang Mai stattfanden, wegen eines Verstoßes gegen die Dopingbestimmungen disqualifiziert und anschließend vom Weltverband IWF für zwei Jahre gesperrt.